# Victor Malsy
Victor Malsy (* 1957 in Froschhausen, Hessen) ist ein deutscher Typograf, Grafikdesigner, Buchgestalter, Autor und war von 2000 bis 2024 Professor am Fachbereich Design an der Hochschule Düsseldorf.

## Leben
Von 1973 bis 1975 absolvierte Malsy im Architekturbüro Novotny Mähner & Assoziierte in Offenbach am Main eine Ausbildung zum Bauzeichner. Von 1975 bis 1978 ließ er sich im Dreieich-Krankenhaus in Langen (heute Asklepios Klinik Langen) zum Krankenpfleger ausbilden. Seinen anschließenden Zivildienst leistete er in der DRK Sonderkindertagesstätte im Schloss Wolfsgarten in Langen.
1980 zog er nach Bremen und arbeitete dort zunächst als Krankenpfleger. 1981 besuchte Malsy die Fachoberschule Bremen für Gestaltung und holte über den zweiten Bildungsweg seine Fachhochschulreife nach. Von 1982 bis 1987 studierte er dann Grafikdesign an der Hochschule für Künste Bremen. Sein im Studium konzipiertes, gestaltetes, gesetztes und realisiertes Buch Eckbert Carge: Eulengeschrei. Gedichte wurde von der Stiftung Buchkunst zu einem der „Schönsten Deutschen Bücher“ des Jahrgangs 1984 gewählt.
Nach seinem Studium arbeitete er in verschiedenen Designbüros in Bremen, bevor er sich 1991 mit seinem eigenen Büro für Kommunikation und Gestaltung selbständig machte.
Von 1990 bis 1992 war er zusammen mit dem Komponisten Uwe Rasch als künstlerisch-wissenschaftlicher Mitarbeiter am Forschungsprojekt „Passagen — Kreuz- und Quergänge durch die Moderne“ von Peter Rautmann und Nicolas Schalz beteiligt.
In den Jahren 1992 bis 1996 hatte Malsy Lehraufträge und Gastprofessuren im Lehrgebiet Typografie an der Hochschule für Künste Bremen und der Merz-Akademie Stuttgart inne.
Als Mitglied im Forum Typografie war er 1987 Mitinitiator des Postkartenwettbewerbs Was Typografie kann und 1988 Mitorganisator des 5. Bundestreffen in Bremen. Vom 29. November bis 4. Dezember 1993 organisierte er mit Tammo F. Bruns, Eckhard Jung, Frank Schulte, Karsten Unterberger und der Hochschule für Künste Bremen eine internationale Woche der „positionen zur gestaltung“.
1996 gründete Malsy zusammen mit Rainer Groothuis die Agentur Groothuis+Malsy mit Sitz in Bremen. 1999 trennten sich beide und Malsy gründete seine eigene Agentur unter dem Namen +malsy. Er arbeitete in dieser Zeit für zahlreiche deutsche Verlage, konzipierte Verlagsauftritte und gestaltete Buchumschläge u. a. für DuMont Buchverlag, Klett-Cotta, S. Fischer Verlag, Fischer Taschenbuchverlag, Carl Hanser Verlag, Verlag C.H. Beck, Walter de Gruyter GmbH, Büchergilde Gutenberg, Rotbuch Verlag, Europäische Verlagsanstalt und Die Andere Bibliothek.
Von 2000 bis 2024 war Victor Malsy Professor für Typografie und Buchgestaltung am Fachbereich Design der Hochschule Düsseldorf. 2003 initiierte er zusammen mit seinem Kollegen Philipp Teufel das labor visuell am Fachbereich. Dort erforschten Studierende mit den Lehrenden das zeitgenössische Grafikdesign und konzipierten Ausstellungs- und Buchprojekte. Ein Schwerpunkt lag im Erkunden privater und öffentlicher Archive und Sammlungen.
Beispielhafte Studienprojekte sind das Buch- und Ausstellungsprojekt helmut schmid: gestaltung ist haltung mit Fjodor Gejko (2006), die Buchreihe A5 zur Grafikdesign-Geschichte von Jens Müller (2008), das Ausstellungs-, Film- und Buchprojekt FilmKunstGrafik von Jens Müller & Karen Weiland (2009)
, das Buch- und Ausstellungsprojekt Logo Room Stefan Kanchev von Magdalina Stancheva (2009) und das Buch 18 Jahre Lux-Lesebogen von Michael Schekalla (2012).
Viel Beachtung fanden das Ausstellungs- und Buchprojekt mit Symposium Ideenstadt Düsseldorf. Design und Werbung aus Düsseldorf 1900–2013 mit Jens Müller (2014), das Buch Die Galerie im Setzkasten. Der Sammler Arno Stolz von David Fischbach (2014), das Buch Die Marke Thonet – Ein Blick auf ihre grafische Geschichte von Lilo Schäfer (2017), das Ausstellungs- und Buchprojekt Klaus-Peter Dienst. Kalligrammatische Typografie und poetische Textbilder mit Holger Jacobs und Anika Kunst (2019) und das Buch Das Plakat isst eine Fläche mit Uwe J. Reinhardt & Eric Fritsch (2024).
Im Forschungsprojekt „Wolfgang Weingart: Typografie im Kontext“ des Institute for Cultural Studies in the Arts ICS der Zürcher Hochschule der Künste war Malsy 2012 und 2013 Netzwerkpartner. Hier wurden Tradition, Medienbrüche und Innovation im Werk des einflussreichen Schweizer Grafikers untersucht. Malsy und Weingart kannten sich seit dem Bundestreffen Forum Typografie 1988 in Bremen und standen in kollegialem Austausch.
Seit 2016 betreibt Malsy zusammen mit Thomas Hilliges die 9k-Galerie für Wort Bild Laut Ding in Willich.

## Mitgliedschaften, Auszeichnungen
Malsy ist Mitglied in der Internationale Gutenberg-Gesellschaft und seit 2011 Mitglied im Kunstbeirat für die grafische Gestaltung der Sonderpostwertzeichen beim Bundesministerium für Finanzen.
Die buchgestalterischen Arbeiten von Victor Malsy wurden vielfach national und international ausgezeichnet u. a. von der Stiftung Buchkunst „Schönste Deutsche Bücher“, IF Communication Design Award, Berliner Type, Red Dot Award, Art Directors Club (ADC) und Type Directors Club (TDC) New York.

## Veröffentlichungen
- Herausgeber und Gestalter: Eckbert Carge: Eulengeschrei. Gedichte. Eigenverlag, Bremen 1984.
- Mitinitiator: Forum Typografie Arbeitskreis Bremen (Hrsg.): Was Typografie kann. Ergebnisse aus dem Postkartenwettbewerb des Forum Typografie 1987. Bremen 1989, ISBN 3-87439-186-8.
- (Hrsg.): Kollege L. war schon prima! El Lissitzky – Konstrukteur, Denker, Pfeifenraucher, Kommunist. Verlag Hermann Schmidt, Mainz 1990, ISBN 3-87439-224-4.
- Mit Uwe Rasch, Peter Rautmann und Nicolas Schalz (Hrsg.): Passagen. Nach Walter Benjamin. Verlag Hermann Schmidt, Mainz 1992, ISBN 3-87439-250-3.
- Apropos Pleite. Kurt Schwitters, der Ring neue Werbegestalter und die Neue Typografie. Typografische Gesellschaft München, München 1992.
- Gestaltung als Dauerlauf. In: Christof Gassner: Alltag, Ökologie, Design. Umweltzeitschriften gestalten. Verlag Hermann Schmidt, Mainz 1994, ISBN 3-87439-308-9, S. 177–187.
- Von den letzten Dingen. Wehe dem, der aus der Reihe tanzt. Über Grabsteine, Friedhöfe und fromme Wünsche. In: form, Zeitschrift für Gestaltung, Heft 158, 2/1997.
- Mitarbeit: Peter Rautmann und Nicolas Schalz: Passagen. Kreuz- und Quergänge durch die Moderne. ConBrio Verlagsgesellschaft, Regensburg 1998, ISBN 3-930079-88-7.
- Mit Rainer Groothuis: ach, nenn’ es doch einfach 880. Eigenverlag, Bremen 1998.
- rasch in den ruhestand. In: Rasch-Hour. Ein Lebewohl. Zum Abschied von Wolfgang Rasch. Stiftung Buchkunst, Frankfurt am Main 2000.
- Mit Fjodor Gejko und Philipp Teufel (Hrsg.): helmut schmid: gestaltung ist haltung. Birkhäuser Verlag, Basel 2006, ISBN 978-3-7643-7509-6.
- Mit Philipp Teufel: The poetry of precision. Helmut Schmid. In: idea 322 2007.5 International Graphic Art and Typography. Tokyo 2007.
- Mit Philipp Teufel: Filmkunstplakate & Filmhefte als visuelle & verbale Wohltäter. In: Jens Müller, Karen Weiland: FilmKunstGrafik – Ein Buch zur neuen deutschen Filmgrafik der 1960er Jahre. Katalog zur gleichnamigen Ausstellung. Deutsches Filminstitut, Frankfurt am Main 2007, ISBN 978-3-88799-044-2, S. 330–335.
- Mit Lars Müller (Hrsg.): Helvetica forever. Geschichte einer Schrift. Lars Müller Publishers, Zürich 2008, ISBN 978-3-03778-120-3.
- Versuch über die Vergänglichkeit. In: Michel Sauer (Hrsg.): Interventionen V, „Abfall“. Universität Siegen 2013.
- Read More Talk Less – Eine Wortcollage. In: Dirk Fütterer (Hrsg.): Was ist ein Buch? Fachhochschule Bielefeld, 2013, S. 15–16.
- Mit Jens Müller (Hrsg.): Ideenstadt Düsseldorf – Design und Werbung in Düsseldorf 1900 bis 2013. Droste Verlag, Düsseldorf 2013, ISBN 978-3-7700-1511-5.
- Helmut Schmidt Rhen. Strassendrucke. Willich 2018.
- Mit Holger Jacobs (Hrsg.): Klaus-Peter Dienst. Kalligrammatische Typografie und poetische Textbilder. Hochschule Düsseldorf, Düsseldorf 2019, ISBN 978-3-941334-44-1.
- Mit Marc Matter (Hrsg.): Sound of Poetry of Sound. Der S Press Tonbandverlag und die Akustische Literatur. Hochschule Düsseldorf, Düsseldorf 2021, ISBN 978-3-941334-32-8.
- Mit Uwe J. Reinhardt und Eric Fritsch (Hrsg.): Das Plakat isst eine Fläche. Ein Plakatroman mit 327 Plakaten der Hochschule Düsseldorf von 1968 bis 2023. Slanted Publishers, Düsseldorf / Karlsruhe 2024, ISBN 978-3-948440-70-1.

### Radio-Essay
- Künstler, Denker, Pfeifenraucher, Kommunist. Eine Sendung zum 100. Geburtstag von El Lissitzky. Redaktion: Alfred Paffenholz, Radio Bremen 1990.

### Künstlerbücher
- die rückseite des todes. 3 Bücher mit unterschiedlichem Format, Willich 2007.
- leiche, grab & friedhof. pressemeldungen. Willich 2013.
- autobiografische schriften 1–20. Willich 2015.
- well, pappe. hommage à hans-rudolf lutz. Willich 2017.
- was mir mein freund siegfried stange in die bücher schrieb. bekenntnisse einer freundschaft. Willich 2020.
- beantwortung der frage: wie buchstabiert man postmodern? Willich 2024.

## Ausstellungen
- 2025: … and going on. dr.julius art projects, Berlin 2025[16]
- 2024: Mail Art: [ R ] EVOLUTION. Markgräfler Museum Müllheim, 23. Juni bis 29. Dezember 2024[17]
- 2002: 1852 – 2002 Zeit Formen. 150 Jahre Design in Bremen und Bremerhaven, Design Zentrum Bremen
- 1998: bücher.macher #2: Buchgestaltung = Produktdesign. Haus des Buches, Leipzig[18]
- 1998: Höhepunkte. 10 Jahre HfK Bremen